# Miguel Gullander
Miguel Gullander (1975 - Luanda, 11 de março de 2024) foi um professor e escritor luso-sueco. Desde os 5 anos que soube que queria ser escritor, começando a escrever aos seis.

## Biografia
Doutorado em Linguística, Línguas e Literaturas e Mestre em Pedagogia para o Desenvolvimento pela Universidade de Estocolmo, docente de Língua Portuguesa de formação e escritor.
Fez Pós-Graduação em Ensino do Português Língua Não Materna e também era pós-graduado em Ensino e Estágio Profissionalizado pela Universidade Nova de Lisboa. Licenciou-se em Línguas e Literaturas Modernas, na variante de estudos portugueses e ingleses pela Universidade Nova de Lisboa. Fez curso intensivo de língua e cultura sueca pela Universidade de Estocolmo e fez ainda curso na área das humanísticas: cultura, história e língua sueca pela Universidade de Uppsala.
Falava fluentemente o português, o inglês, o francês, o sueco, o espanhol e o crioulo cabo-verdiano – além destas línguas tinha conhecimento do latim. Praticava Vipassana diariamente.
Foi professor de português e inglês em algumas escolas secundárias. Trabalhou como Professor/Leitor pelo Instituto Camões em diversos países africanos. Fundamentalmente, o seu trabalho centrava-se em três áreas complementares, designadamente: Cooperação e Desenvolvimento, Docência e formação de professores de Língua Portuguesa, Literatura e produção cultural.
A articulação destes três campos de ação levou-o a trabalhar e a viver em países tão díspares como a Suécia, Inglaterra, Cabo Verde, Moçambique, Angola, África do Sul, Namíbia e Guiné Bissau.
Nos países africanos trabalhou em projetos de Educação, fundamentalmente pela Cooperação Portuguesa, nas áreas da docência da Língua Portuguesa, da Formação de Professores e, simultaneamente, em projetos que visam a difusão da Literatura e a reflexão da mesma como parte importante da Educação.
Participou, nesses diferentes países, em várias palestras e seminários relativos ao Ensino da Língua Portuguesa enquanto professor e como orador; também, e enquanto escritor, fez parte como orador de palestras, cursos e seminários de escrita criativa e Literatura promovidos por diferentes Universidades e pelo Instituto Camões. Ainda, enquanto escritor, participou em festivais literários internacionais e feiras internacionais do livro em Cabo Verde, Moçambique, e Angola. 
Trabalhava como perito do Instituto Camões no projeto PROCULTURA que é financiado pela União Europeia e cofinanciado pelo Camões, Instituto da Cooperação e da Língua e pela Fundação Calouste Gulbenkian, o projeto PROCULTURA integra o programa de cooperação europeu para os Países Africanos de Língua Portuguesa (PALOP) e Timor-Leste. A iniciativa “visa o desenvolvimento da economia criativa” e tem como objetivos a criação de emprego e a geração de rendimentos nos setores culturais".
No âmbito do PROCULTURA realizou atividades de formação, ministrando Cursos de Pedagogia e Didática na área da literatura infantojuvenil. Além disso, realizou a oficina de escrita criativa “Construir Narrativas para crianças e jovens”.
Faleceu na madrugada de 11 de março de 2024, em Luanda.

## Lista de obras
- Através da Chuva (2014)
- Perdido de Volta (2008)
- A Balada do Marinheiro de Estrada (2005)